# 裘氏鱷頭冰魚
裘氏鱷頭冰魚，為輻鰭魚綱鱸形目南極魚亞目鱷冰魚科的其中一種，分布於南美洲巴塔哥尼亞、福克蘭群島及麥哲倫海峽海域，棲息深度可達700公尺，本體長可達66公分，為底棲性魚類，屬肉食性，以磷蝦等為食，繁殖期在秋季及冬季，可做為食用魚。